# William Cornwallis Harris

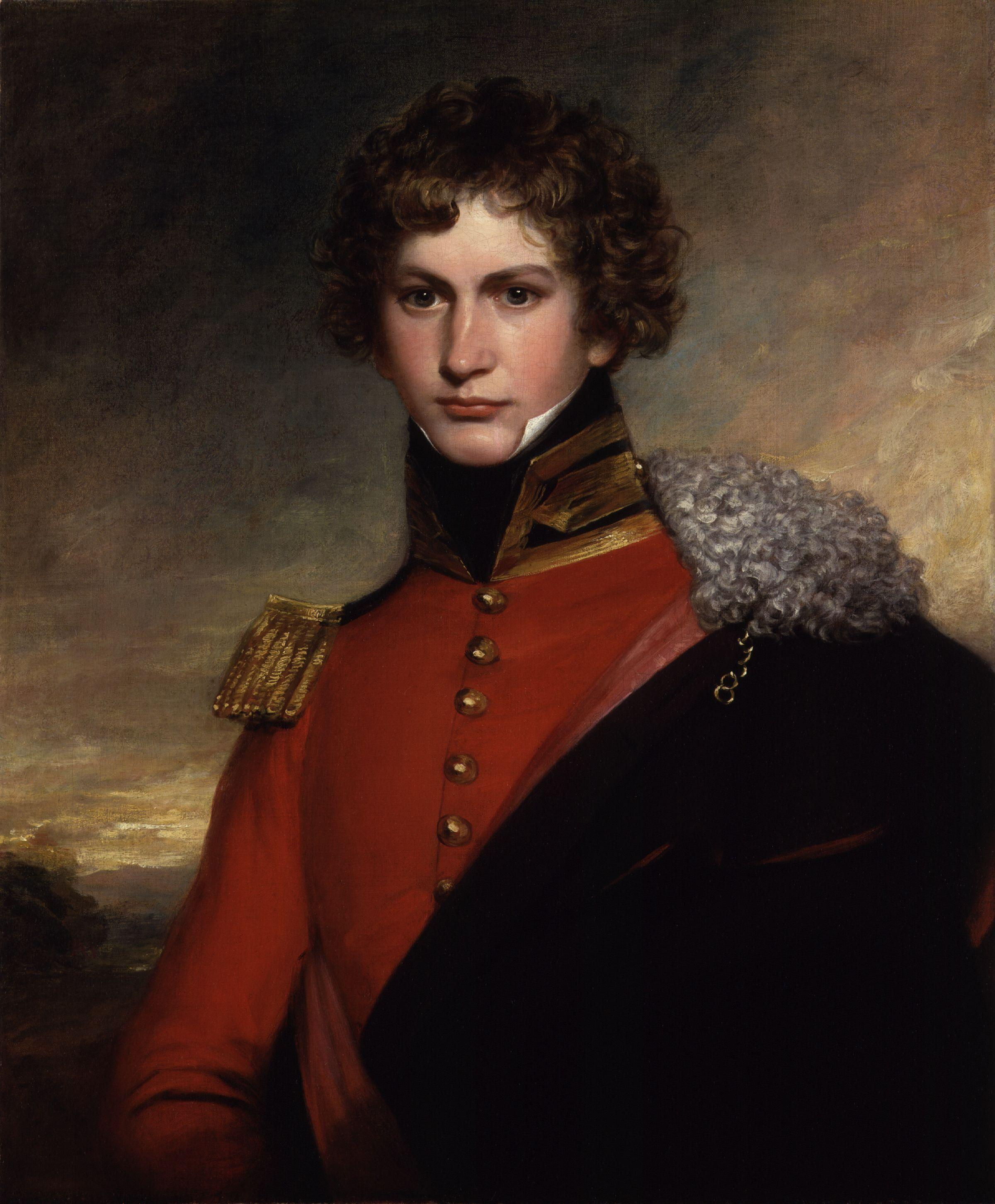
William Cornwallis Harris, Gemälde von Ramsay Richard Reinagle

Sir William Cornwallis Harris (* 1807; † 9. Oktober 1848) war ein Offizier der britischen East India Company, Jäger und Afrikareisender.

## Leben

### Kindheit und Indien 1823–1830
Er war der Sohn von James Harris aus Witterham in Kent, wo er am 2. April 1807 getauft wurde. Der Captain der Royal Navy Robert Harris (1809–1865) war sein jüngerer Bruder. Ab seinem 14. Lebensjahr besuchte er das Addiscombe Military Seminary, eine Militärschule der East India Company, und ging er 1823 als Second Lieutenant zu den Militäringenieuren der Britischen Ostindien-Kompanie nach Bombay. 1824 wurde er zum Lieutenant befördert. Es folgten Versetzungen nach Khandesh im November 1825 und nach Deesa im Oktober 1830. 1834 wurde er zum Captain befördert.

### Südafrika 1836–1837

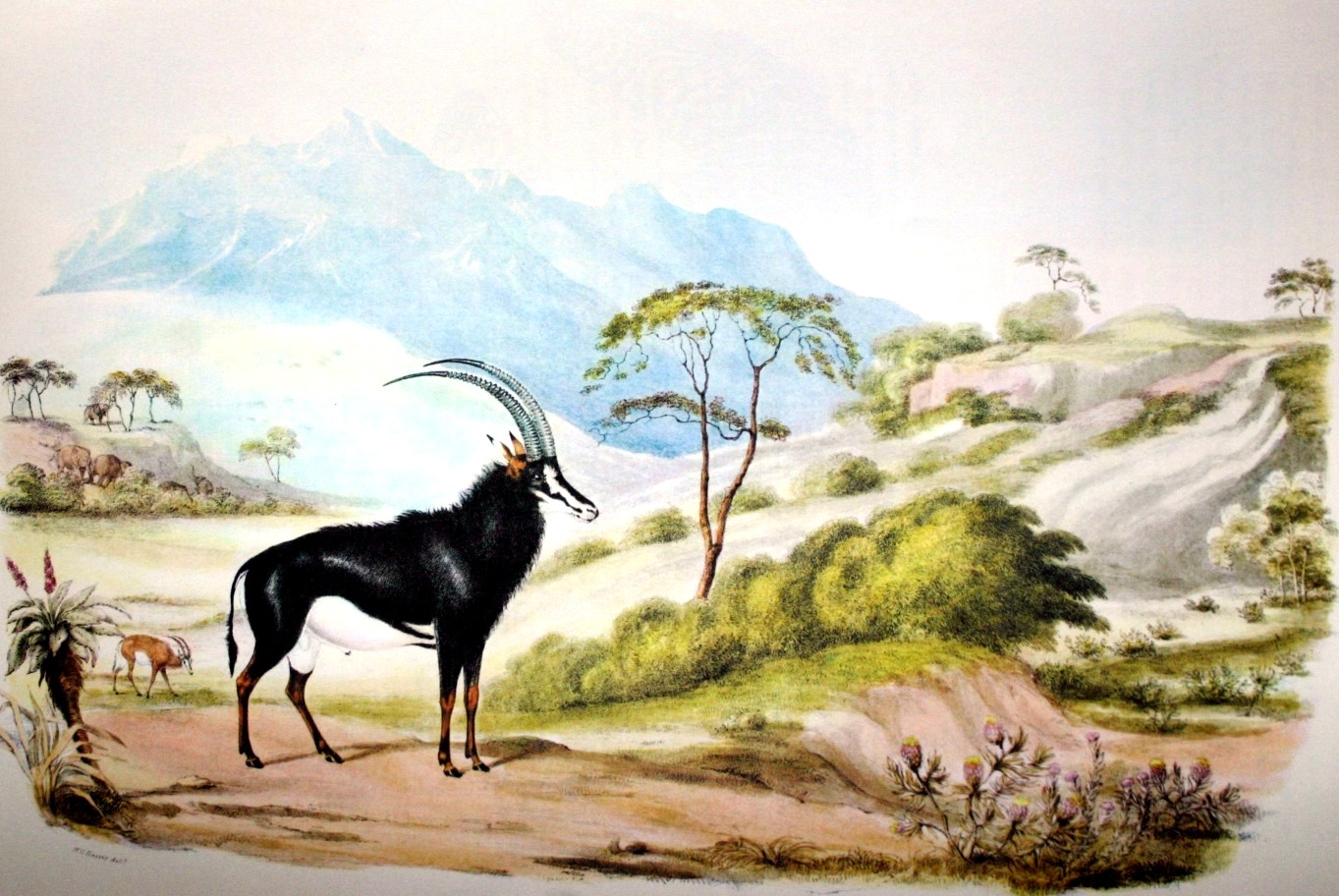
Rappenantilope, gezeichnet von Harris

Wegen gesundheitlicher Probleme wurde Harris von einer Medizinkommission im März 1836 nach Südafrika zur Genesung geschickt. Er kam in Cape Town an und traf dort den Zoologen Andrew Smith, der gerade aus dem Landesinneren zurückgekehrt war. Harris war seit der Jugend ein begeisterter Jäger gewesen und organisierte eine Safari. Er gilt damit als Begründer der Safari-Tradition in Afrika.
Die Jagdgesellschaft startete auf Ochsenkarren von der Algoa-Bucht aus und überquerte später den Oranje (Fluss). Es ging weiter in nordöstlicher Richtung bis zum Matabele-Königreich (heutiges Simbabwe). König Mzilikazi war der Gruppe wohlgesinnt und half ihnen mit dem Rückweg. Die von Harris beobachtete und beschriebene Rappenantilope wurde von der Zoological Society of London als neue Art anerkannt. Harris verließ im Dezember 1837 Südafrika.
Seine Erlebnisse publizierte er in dem Buch Narrative of an Expedition in South Africa. Als begabter Zeichner fertigte er in Südafrika Tierillustrationen an, die er als Portraits of the Game Animals of Southern Africa veröffentlichte.

### Indien 1838–1841
Nach seiner Rückkehr nach Indien nahm er im Januar 1838 seinen Dienst in Belgaum wieder auf. Im Dezember 1838 wurde er nach Sindh und im Dezember 1840 in südliche Provinzen versetzt.

### Äthiopien 1841–1843

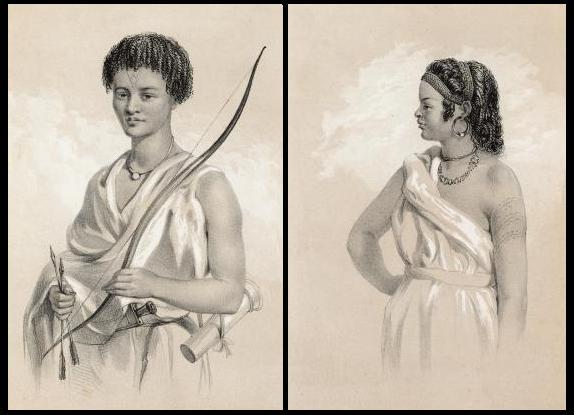
Issa, gezeichnet von Harris

Im September 1841 wurde Harris beauftragt eine Expedition nach Äthiopien zu leiten, um Beziehungen mit dem Königreich Shewa aufzunehmen. Er sollte auch wirtschaftliche und wissenschaftliche Informationen sammeln und den Zustand der Sklaverei untersuchen. Am 16. November konnte Harris einen Freundschaftsvertrag mit Negus Sahle Selassie erreichen. Harris begleitete Selassie bei mehreren militärischen Feldzügen und erkundete über ein Jahr die Gegend um Ankober und Angolalla. Er erfuhr auch die Opposition der Äthiopisch-Orthodoxe Tewahedo-Kirche gegen die soziale und wirtschaftliche Änderungen, welche mit der gesellschaftlichen Öffnung einher gingen. Harris veröffentlichte seine Beobachtungen und Erfahrungen in Äthiopien in dem Buch Highlands of Ethiopia. Seine Aufzeichnungen sind wichtige Zeugnisse der frühen Beziehung Großbritanniens zu Äthiopien.

### Späteres Leben
1843 kehre Harris nach England zurück und wurde zum Major befördert. Wegen seiner Erfolge in Äthiopien wurde er am 7. Juni 1844 zum Knight Bachelor („Sir“) geschlagen. Harris ging wieder nach Indien, übernahm das Kommando in Dharward im Jahre 1846, im Februar 1847 Pune und am 5. Februar 1848 in nördlichen Provinzen. Harris erkrankte, bekam hohes Fieber und verstarb schließlich in der Nähe von Pune am 9. Oktober 1848.

## Publikationen
- Narrative of an Expedition in South Africa, from the Cape of Good Hope to the Tropic of Capricorn in the years 1836–1837. Bombay 1838 (archive.org).
- Portraits of the Game Animals of Southern Africa, drawn from Life in their Natural Haunts. London 1840.
- Highlands of Ethiopia, a Narrative of a Mission to the Kingdom of Shoa. London 1844 (archive.org, gutenberg.org).
- Illustrations of the Highlands of Aethiopia. 1845.